# Леонин
Леони́н, Леонинус (фр. Léonin, лат. Magister Leoninus) — полулегендарный французский композитор 2-й половины XII века. Представитель певческой школы собора Нотр-Дам.
По свидетельству музыкального теоретика XIII века Анонима IV, Леонин был «лучшим органистом» (то есть сочинителем органумов) своего времени, составителем Большой книги органума (Magnus liber organi), включающей различные песнопения годового церковного обихода, — важнейшего нотного памятника той эпохи (сохранилась более поздняя копия «Книги», датируемая XIII веком). В произведениях Леонина формируются принципы модальной ритмики.